# Jeunesse (revue russe)
Pour les articles homonymes, voir Jeunesse (homonymie).
Jeunesse (en russe : Юность, Iounost) est une revue littéraire en langue russe destinée à la jeunesse, fondée en 1955 à Moscou. Elle est d'abord publiée en Union soviétique puis en Russie.
Elle est éditée à Moscou et fait paraître des textes d'écrivains et de poètes renommés, tels qu'Anna Akhmatova, Bella Akhmadoulina, Nikolaï Roubtsov, Evgueni Evtouchenko, Fazil Iskander, Boulat Okoudjava, Arkadi Arkanov, Boris Vassiliev, Boris Balter etc.
Dans les années 1980, la revue avait un tirage de plus de trois millions d'exemplaires.
L'humoriste Mikhaïl Zadornov y travaille comme rédacteur de la rubrique humoristique en 1984-1985.

## Rédacteurs en chef
- 1955-1961 : Valentin Kataïev
- 1961-1981 : Boris Polevoï
- 1981-1992 : Andreï Dementiev
- 1992-2007 : Viktor Lipatov
- 2007-2019 : Valeri Doudarev
- Depuis 2019 : Sergueï Chargounov